# 海榄雌属
海榄雌科只有一属—海榄雌属（又稱「海茄苳屬」），广泛分布于全世界热带和亚热带海岸潮汐地带，是构成红树林的主要树种之一，南半球种类最多。中国有一种，多个变种，分布在南方沿海污泥滩涂带。
海榄雌科植物多为灌木，也有的品种为乔木，有气根；叶对生，全缘，常呈灰白色；花小，花萼5裂；花冠4裂；果实为肉质蒴果。具有保持土壤，防止海岸侵蚀的作用，红树林是滩涂动物的重要栖息地。
1981年的克朗奎斯特分类法将海榄雌属列入马鞭草科内，属于唇形目，1998年根据基因亲缘关系分类的APG 分类法单独分出一个科，仍然放在唇型目中，2003年经过修订的APG II 分类法不承认有这一个科，将海榄雌属列入爵床科中。

## 下级分类
括号内斜体中文名非官方中文名，仅为个人翻译拟定
- Avicennia alba（白海榄雌）
- Avicennia bicolor（双色海榄雌）
- Avicennia eucalyptifolia（桉叶海榄雌）
- 黑海榄雌 Avicennia germinans
- Avicennia integra（全缘海榄雌）
- 海榄雌 Avicennia marina
- Avicennia nitida（光亮海榄雌）
- Avicennia officinalis（药用海榄雌）
- Avicennia rumphiana（拉氏海榄雌）
- Avicennia schaueriana（施氏海榄雌）